# 마르틴 루터
마르틴 루터(독일어: Martin Luther, 독일어 발음: [ˈmaʁtiːn ˈlʊtɐ], 1483년 11월 10일 ~ 1546년 2월 18일)는 독일의 종교개혁가이다. 당시 비텐베르크 대학교의 교수였으며, 훗날 종교개혁을 일으킨 인물이다. 본래 아우구스티노회 수사였던 루터는 로마 가톨릭교회의 면죄부 판매가 회개가 없는 용서, 거짓 평안(예레미야 예언자의 가르침을 인용함)이라고 비판했으며, 믿음을 통해 의롭다함을 얻는(der Rechtfertigung durch den Glauben) 이신칭의를 주장했다. 칭의를 통한 개인 구원의 새 시대를 열어주었다. 면죄부 판매를 비판한 루터는 1517년 95개 논제를 게시함으로써 당시 면죄부를 대량 판매하던 도미니코회 수사이자 설교자 요한 테첼에 맞섰다. 1520년 교황 레오 10세로부터 모든 주장을 철회하라는 요구를 받았지만, 오직 성경의 권위를 앞세우면서 성서에 어긋나는 가르침들을 거부하였다. 1521년 보름스 회의에서도 마찬가지로 신성 로마 제국의 황제인 카를 5세로부터 같은 요구를 받았으나 거부함으로써 결국 교황에게 파문당했다. 1517년 10월 31일 비텐베르크 대학교 교회 정문에 95개 논제를 게시했다고 알려져 있으며, 이것으로 종교 개혁이 시작되었다. 루터의 종교 개혁은 당시 종교와 사회에 큰 영향을 주었다.

## 개요
마르틴 루터는 로마 가톨릭교회에 부패와 잘못된 교황의 권위에 항거하여, 로마 가톨릭교회의 교리를 논박하고, 성서가 지니고 있는 기독교 신앙에서의 최고의 권위와 그리스도에 대한 오직 믿음과 하나님의 전적인 은혜를 통한 구원을 강조했다. 루터의 주장은 "오직 성경, 오직 믿음, 오직 은혜, 오직 그리스도, 오직 하나님께 영광을"(Sola scriptura, Sola fide, Sola Gratia, Solus Christus, Soli Deo Gloria)이라는 표현으로 함축할 수 있다. (다섯 솔라) 루터 본인은 자신이 ‘종교 개혁’을 일으켰다고 생각하지 않았는데, 종교 개혁이 하나님에게 이끌림을 받아, 할 수 없이 한 일이기 때문이라고 말하였기 때문이다. 그는 ‘복음주의자’로서 복음을 전파하기를 원했고, 자신이 설교자, 박사, 교수라고 불리기를 원했다. 그러나 그의 삶 가운데 그가 행했던 일들은 엄청난 결과를 가져왔다. 개신교가 태동했을 뿐 아니라, 성서 번역, 많은 저작 활동, 작곡과 설교를 통해 사회와 역사가 크게 변화되었기 때문이다. 대한민국의 기독교 한국 루터회에서는 루터를 마틴 루터라고 칭한다.

## 생애

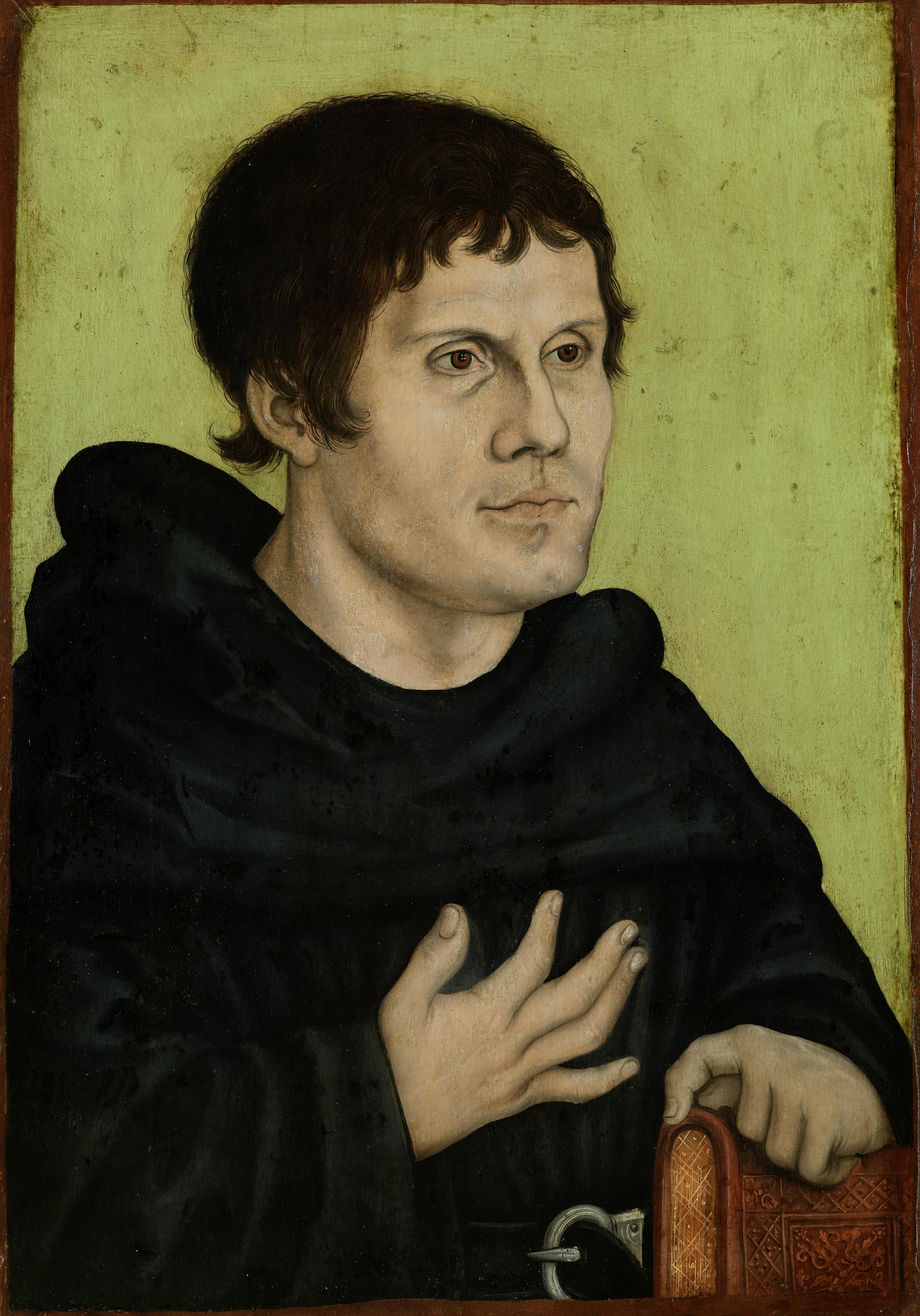
수도사 시절의 마르틴 루터

### 수도사가 되다

#### 부모
루터는 1483년 독일 작센안할트주 아이슬레벤에서 광산업에 종사하는 아버지 한스 루더(Hans Luder)와 어머니 마르가레테 린데만(Margarethe Lindemann) 사이에서 태어났다. 부친은 교회의 타락을 묵인하지 않는 신념의 기독교인으로 알려져 있다.

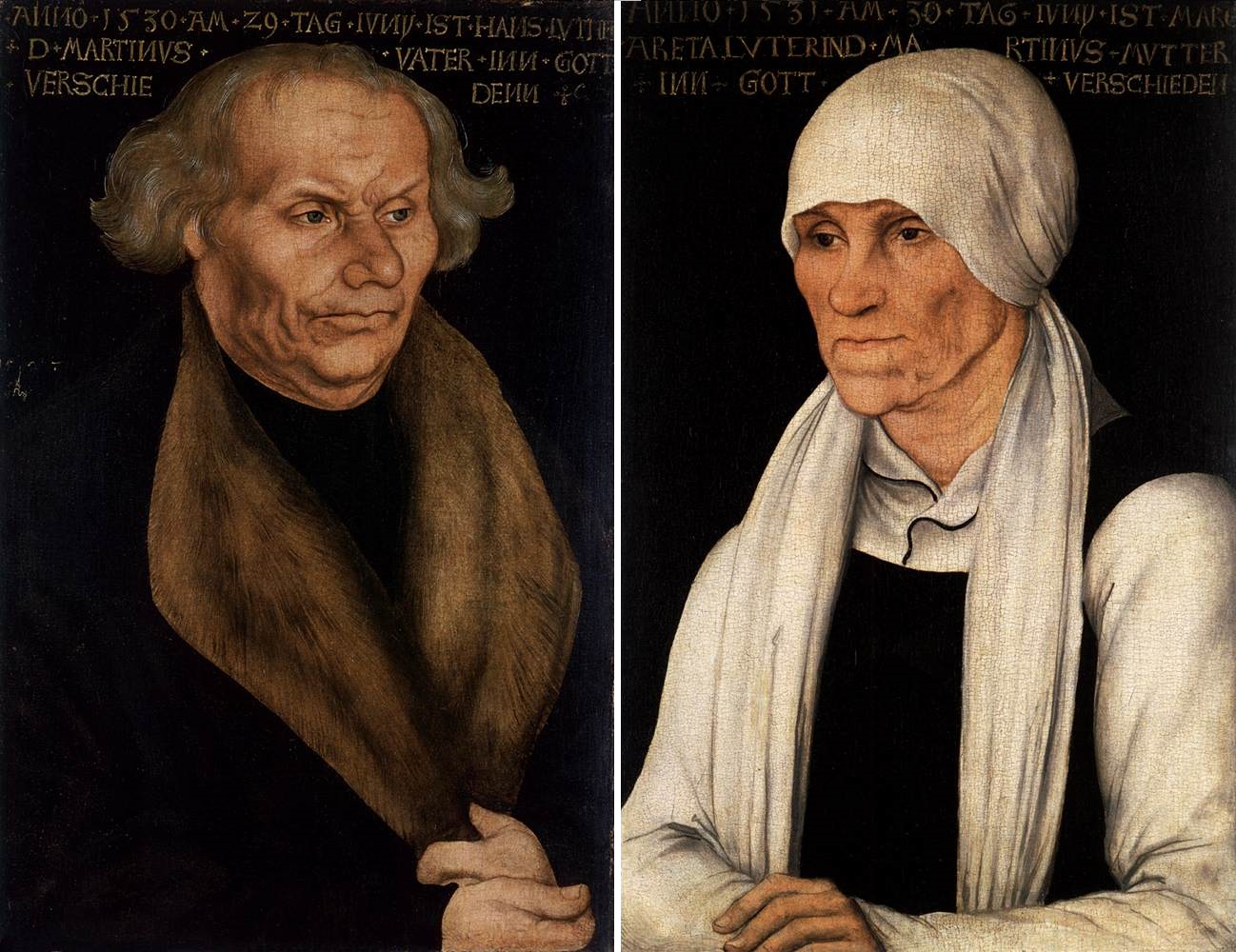
마르틴 루터의 부모님

루터는 주기도문에서 "하늘에 계신 우리 아버지"라는 문장에 부담을 느낄만큼 엄격한 아버지의 그늘에서 자랐다고 한다. 그래서 진로문제도 자신의 적성과 흥미가 아닌, 아버지의 뜻대로 정해야 했는데, 루터의 아버지는 아들을 법률가가 되게 하여 사회적 성공을 하게 하려고, 에르푸르트 대학교에 입학시켰다. 그곳은 세계적으로 엄청난 법률가들만 모이는 단체다. 계몽사에서 출판한 《만화 세계사》(계몽사)에서도 루터의 아버지가 루터를 안고 "나는 고생하더라도 아들은 출세시켜야지"라고 말하는 장면이 있으니 루터의 아버지가 아들에게 얼마나 욕심을 투영했을지를 짐작할만 하다. 루터는 교양학부에서 삼학(三學, 라틴어: trivium)과 사학(四學, 라틴어: quadrivium)을 마치고서 1502년 9월 문학 학사학위, 1505년 1월 17명 가운데 차석으로 시험에 통과하여 문학 석사학위를 받았다. 루터는 예비학교를 마친 5월에 본격적으로 법 공부를 시작했다.

#### 회심
루터가 대학교에서 공부를 계속 하던 중, 집에 갔다가 에르푸르트로 돌아가는 길이었다. 7월 2일 슈토테르하임 인근에서 벼락이 떨어지는 순간 루터는 땅으로 엎어지면서 광부들의 수호성인을 큰 목소리로 불렀다. 성 안나(성모의 어머니)여, 나를 도우소서! 저는 신부가 되겠습니다!
수도원에 들어가려는 생각이 이미 무르익었던 터라 루터는 뇌우를 하나님의 음성으로 받아들이는 데 전혀 주저하지 않았다. 루터는 자신의 기대에 어긋나는 아들의 진로변경에 좌절을 느낀 부친의 분노어린 반대에도, 1505년 7월 17일 에르푸르트(Erfurt)에 있는 “아우구스티누스 수도회” 소속 “검은 수도원”에 입회하여 수사신부가 되었다.
루터는 죄인인 인간이 거룩하신 하나님과 바른 관계를 맺을 수 있을 것인가에 대해서 고뇌했는데, 수도회에서는 루터가 비텐베르크 대학교에서 공부하도록 했다. 비텐베르크 대학교의 요한 폰 스타우피츠 교수는 루터가 성서에 대해 진지하게 공부하면 평안을 찾을 것이라고 생각하여 루터를 성서학 교수 사제로 임명했는데, 이로 인해 루터는 신앙적인 고민을 해결할 수 있었다. 루터는 로마서, 시편, 갈라디아서 강의를 통해 의에 대한 개념을 새롭게 확립하게 되었다. 칭의란 오직 그리스도를 믿음으로 죄인이 의인으로 인정받는다는 교리다. 하나님의 의란 수동적인 것으로 하나님에 의해 은혜로 주어지는 의이며, 대표적으로 다음 구절을 들 수 있다.
- "Denn Gottes Gerechtigkeit wird darin geoffenbart aus Glauben zu Glauben,

wie geschrieben steht: "Der Gerechte aber wird aus Glauben leben."

- "δικαιοσύνη γὰρ Θεοῦ ἐν αὐτῷ ἀποκαλύπτεται ἐκ πίστεως εἰς πίστιν,

καθὼς γέγραπται Ὁ δὲ δίκαιος ἐκ πίστεως ζήσεται."
- "복음에는 하나님의 의가 나타나서 믿음으로 믿음에 이르게 하나니 기록된 바 오직 의인은 믿음으로 말미암아 살리라 함과 같으니라"(로마서 1:17)[9]

### 종교 개혁의 출발점 95개 논제

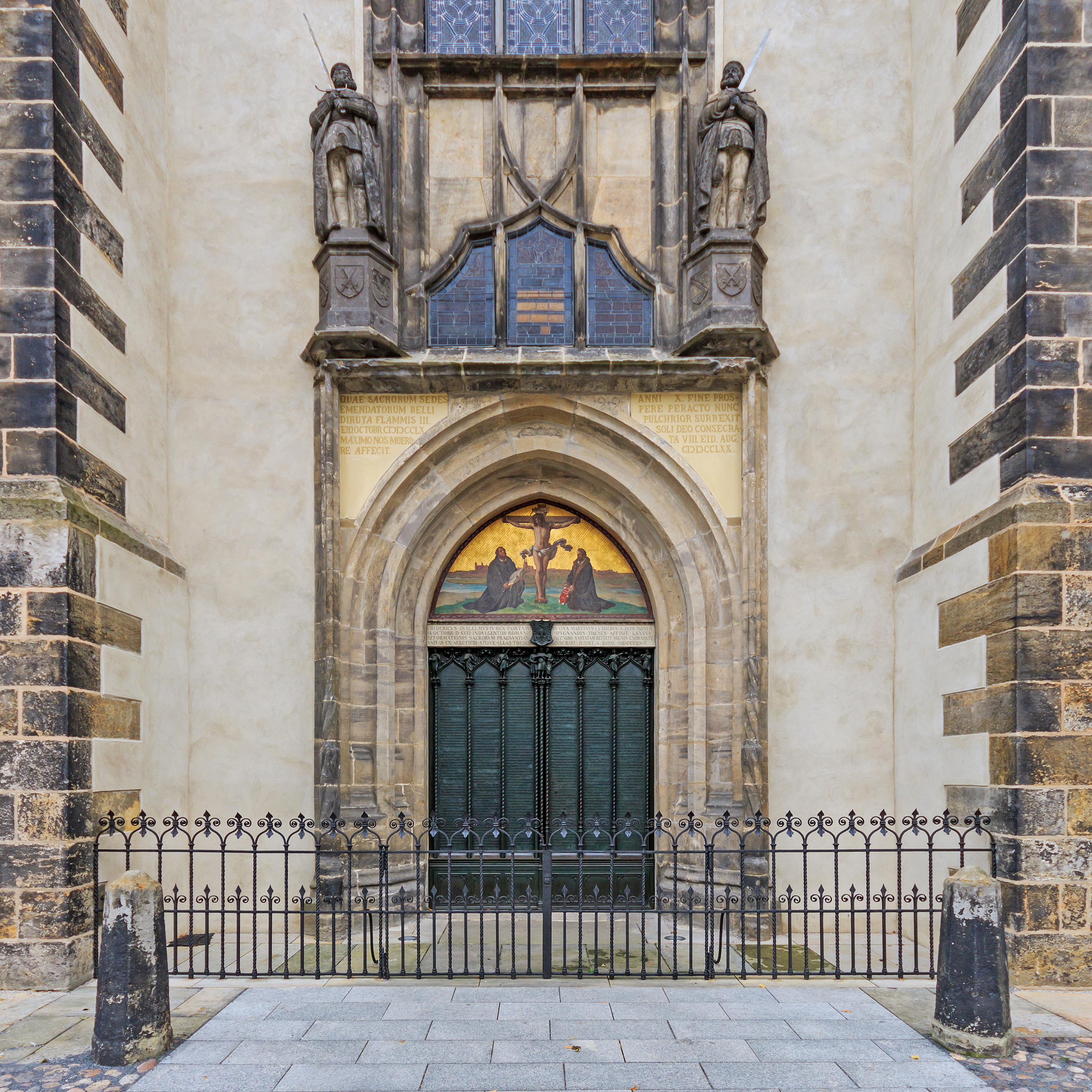
비텐베르크 만성교회(All Saints' Church)의 문, 원래문은 불에 탔지만 1857년 프로이센의 프리드리히 빌헬름 4세가 다시 교체하였다

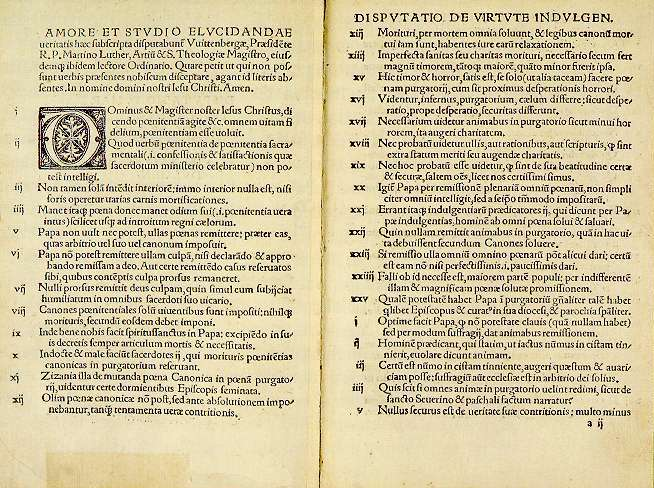
95개조 반박문

중세 로마 가톨릭 교회의 강제적인 면죄부 판매는 루터의 신앙을 근본적으로 흔들었다. '돈으로 구원을 살 수 있다'라는 로마 가톨릭 교회의 가르침에 순응할 수 없었고, 나아가 침묵할 수도 없었다. 루터는 자신이 가르치고 돌보는 많은 사람에 관한 목회적 양심과 책임으로 설교 중 면죄부 판매를 비판하기 시작했고, 전혀 개선되지 않자 드디어 1517년 10월 31일, 비텐베르크의 만성 교회(de) 문에 ‘95개 논제’를 게시했다고 한다. 기존 교회와 본격적인 논쟁을 시작했으며, 이것이 종교 개혁의 시발점이다. 다만 루터가 논제를 교회에 게시했는지는 확인된 바 없다. 반박문은 루터가 수기한 후 인쇄해서 사람들이 읽었으며, 책으로 발간한 후에도 교회의 문 또는 인근에 이를 게시했다는 내용은 확인되지 않았다. 교회 벽 게시를 최초로 거론한 사람은 필리프 멜란히톤이며, 루터 사후 자신의 저서에서 루터를 언급하며 반박문을 벽에 게시한 일에 관한 최초 기록이다.
1515년 루터는 10개의 아우구스티누스 수도원을 감독하면서 서신 교환과 방문 등을 통하여 새로 발견한 복음의 씨앗을 전파할 위치에 서게 되었다. 그는 처음에는 자신의 깨우침이 얼마나 급진적인지 알지 못한 채 계속 성서 연구에 전념하고 있었는데, 면죄부 논쟁을 계기로 그것이 공공연히 드러나게 되었다.
면죄부는 로마 가톨릭교회의 일곱 성사들 가운데 하나인 고해성사와 연관된 것이다. 사제는 통회하는 고해자의 죄고백을 듣고 죄사면을 한 뒤 죄책에 대한 보속으로 순교, 시편 낭송, 특별 기도 등의 행위를 하게 하였는데 면죄부는 이러한 보속을 면해주는 증서였다. 그런데 면죄부가 로마 가톨릭 교회의 주요 수입원이 되면서 교회는 면죄부 영업에 열을 올렸는데, 실제로 요한 테첼은 “금화가 헌금궤에 떨어지며 소리를 내는 순간 영혼은 연옥을 벗어나 천국 향해 올라가리라”고 신자들을 기만하였던 것이다. 그는 선제후 프리드리히 3세가 작센 영내에서의 면죄부 판매를 거부하자 경계 근처에다 면죄부 판을 벌여 놓았으며, 성서도 적절히 인용하고 연옥에서 당신들의 부모가 고통을 받고 있다면서 감정에도 호소함으로써 순진한 신자들을 현혹하였다. 이러한 타락에는 교인들도 원인을 제공하였다. 실제로 중세 교회의 신자들은 하나님께 자신의 잘못을 뉘우치는 진지한 신앙생활보다는 면죄부를 구입함으로써 죄의식을 면하려는 손쉬운 신앙생활을 좋아하였으며, 구원을 돈으로 살 수 있다는 교회의 주장이 과연 성서의 가르침에 부합하는가를 생각하지 않았다.
교구민들의 영혼을 염려하는 목회적 책임감에 움직여 루터는 이미 이전에 행한(1516년 10월 31일과 1517년 2월) 설교에서 면죄부 판매를 비판하였었다. 그러나 고해 문제의 재고 요청들이 결국 실패하자 루터는 공개 논쟁을 요청하기로 결심하여 1517년 10월 31일, 제성기념일 전야에 95개 논제를 비텐베르크의 만인 성자 교회(de)의 문에 내걸었다.
루터는 “우리의 주님이시며 선생이신 예수 그리스도께서 ‘회개하라’고 하실 때, 그는 신자들의 전 생애가 참회되어야 할 것을 요구하셨다”라고 논제(제1조)를 시작했다. 그는 자신의 복음의 재발견을 면죄부 문제에 적용하여 “교회의 참 보고가 하나님의 영광과 은혜의 거룩한 복음”(제62조)이라고 역설하면서, 면죄부는 그리스도의 십자가에 나타난 자비에 비할 바가 아님을 천명하였다(제68조).
마지막 논제(제95조)에서 루터는 그리스도인은 면죄부와 같은 행위의 의가 아니라 ‘오히려 많은 고난을 통해 하늘나라에 들어간다’고 결론내린다.

### 종교개혁
종교 개혁 운동은 로마 가톨릭의 문제를 논박함으로써 교회개혁을 주장하였다.
십자가의 신학을 이해하려면 먼저 루터가 말한 영광의 신학이 무엇인지를 파악해야 한다.

#### 영광의 신학
신학자 김영한에 따르면 루터의 영광의 신학은 신학자가 하나님의 본질을 그의 사역에서 지각해서 하나님의 보이지 않는 본질을 보는 신학이라고 한다. 영광의 신학은 출애굽기 33장이 보여주는 모세처럼 하나님의 얼굴을 보고자 하는 신학이다. 영광의 신학은 하나님의 사역을 통해 하나님을 인식하고자 하며 하나님의 보이는 본질을 통해서 그의 보이지 않는 본질의 지혜를 파기하는 것이라고 한다. 루터는 “만일 인간이 하나님을 십자가의 낮아지심과 수치 속에서 인식하지 않고 하나님을 그의 영광과 존엄성 속에서 인식하는 것은 어느 누구에게도 충분하지 않고 필요하지 않다." 고 한다. 이것은 하나님에 대한 직접적 인식이요 인간에게는 불가능한 길이다. 영광의 신학은 “주여 아버지를 보여주소서”(요14:8) 라고 간청하는 빌립의 요구에 상응하는 신학이다. 그러나 예수는 빌립처럼 다른 곳에서 하나님을 찾는 자들에게 “나를 본 자는 아버지를 보았느니라”(요14:8)라고 말하였다. 하나님을 창조사역으로부터 인식 - 하나님의 사역(Werke)으로부터 시도하는 하나님의 인식이다. 이 사역이란 창조에 나타난 하나님의 일을 말한다. 그리고 인간의 행위이다. 하나님을 창조사역으로부터 인식하고자 하는 자연신학과 사변적 형이상학과 도덕적 인간의 행위 거룩성은 함께 속한다. 영광의 신학은 인간을 자기 공로를 내세우는 교만으로 이끌고 간다. 영광의 신학은 하나님을 인식하는데 “영광과 능력”(Glorie und Macht)을 기준으로 내세운다.
인간의 행위를 강조 - 루터는 중세 스콜라주의가 인간의 행위를 강조하는 영광의 신학이라고 비판하면서 하나님의 은총을 강조하는 십자가 신학을 제시하고 있다. 중세의 스콜라주의는 인간의 도덕적 노력과 이성적 추론에 의하여 하나님 인식으로 나아갈 수 있다고 보았다. 이것은 인간의 종교적 사색이나 행위의 의(work-righteousness)를 통하여 하나님에게 직접 나아고자 하는 인본주의적 시도이다. 이것은 인간으로부터 하나님에게로 상승하는 구조를 갖는다. 그러므로 이는 영광의 신학이다. 영광의 신학은 하나님을 공개적인 신적 능력, 지혜와 영광 속에서 하나님을 직접적으로 인식하고자 한다. 영광의 신학은 인간을 윤리적 실적으로 행위하는 자, 하나님 앞에 율법의 이행자로서 세운다. 그래서 도덕적 행위주의(moralischer Aktivismus)를 정당화 한다. 도덕주의와 합리주의에 기인 - 세상의 지혜란 인간의 도덕성과 이성의 능력을 말하며, 여기서 인간은 자기의 공로를 통하여 하나님에게로 나가고자 한다. 이것은 영광의 신학이다. 영광의 신학은 십자가에 달리시고 십자가에 감추어져 있는 하나님을 알지 못한다. 왜냐하면 세상의 영광과 인정을 얻으려고 하기 때문이다. 루터는 이러한 인간의 방법으로는 하나님에게 다가 갈 수 없다고 선언한다. 인간이 하나님에게로 나아갈 수 있는 길은 전적으로 하나님의 은총에 달려 있다. 세상은 그리스도 안에 있는 하나님을 보지 못한다. 세상은 그리스도를 십자가에 달린 약하고 무능한 자로 보기 때문이라고 신학자 김영한은 말한다.

#### 십자가의 신학
애당초 학자들간의 토론을 위해 내걸었던 95개 논제는 대량으로 인쇄되어 ‘마치 천사들이 전령이 된 것처럼’ 순식간에 전 독일로 퍼져나갔을 뿐 아니라, 전 유럽에 미치게 되었다. 95개 논제 발표후 5개월이 지난 1518년 4월에, 로마 가톨릭교회는 한 이름 없는 수도사의 주장 안에서 점차 비등하는 폭발력을 잠재우기 위해 그로 하여금 하이델베르크에서 열리는 아우구스티누스 수도회의 독일 분회에서 자신의 신학을 소개하도록 요청하였다. 그러나 이 모임은 루터의 주장을 결코 억누를 수 없었다. 오히려 그의 바르고 강한 주장은 아우구스티누스 수도회의 수도원 담을 훌쩍 넘어서 온 세상에 메아리로 번졌으며, 면죄부 판매 논쟁을 한층 더 고조시켰다. 하이델베르크 논쟁에서 루터는 고난과 십자가를 통해 하나님을 인식할 수 있다는 ‘십자가 신학’을 발표하여, 스콜라주의 영광의 신학, 즉 힘과 정복을 추종하던 당시 로마 가톨릭 교회의 신학을 비판하였다. 그의 십자가 신학은 인간은 구원을 받을만한 도덕적 능력이 있다고 주장하던 영광의 신학을 부정하고, 하나님의 은혜에 의한 구원을 주장함으로써 하나님의 자비와 은혜를 강조한 은혜의 신학이기도 하였다.
영광의 신학과 대조적으로 루터의 십자가의 신학을 신학자 김영한은 다음과 같이 설명한다.
“하나님의 보이는 것, 그의 뒷면을 고통과 십자가를 통해서 보고 지각한다.” 루터는 출애굽기 33장 주석을 통하여 십자가 신학을 전개한다. 모세는 하나님을 보여달라고 간구한다. 이에 하나님은 모세에게 말씀하신다: “네가 나의 얼굴을 보지 못하리니 나의 얼굴을 보는 자는 살지 못하리라“(출33;20). 하나님은 모세를 바위 틈에 두시고 그의 영광이 지나가기까지 모세를 그의 손으로 덮으신다. 모세는 하나님의 뒷면만을 보고, 그의 영광의 얼굴을 보지 못한다. 십자가의 신학은 하나님의 뒷면을 보는 신학이다.
십자가 신학은 그리스도의 십자가와 신자의 십자가를 하나님 인식의 기준으로 제시한다. 십자가의 신학은 하나님이 숨어 계신 처소, 즉 약하심, 미련함 속에서 하나님을 간접적으로 인식하고자 한다. 십자가의 신학은 인간을 고난과 수난으로 부름 받은 자로 이해한다. 그리하여 이 십자가는 하나님 앞에 서는 인간을 무능화 한다. 인간이 스스로 무엇을 하는 대신에 오히려 하나님이 모든 것을 인간 속에 행하시도록 한다. 인간은 순수히 하나님의 공로와 은혜를 수용하는 자가 된다. 십자가 신학은 영광의 신학의 기준에 따르면 고난, 즉 악함과 미련함 속에서 하나님을 인식한다.
루터는“ 인간들이 하나님의 사역들로부터 하나님의 인식을 오용하였기 때문에 하나님은 다시 고난으로부터 인식되기를 원하며, 보이지 않는 본성의 지혜는 보이는 본성의 지혜를 통해서 폐기되기 원하신다.”고 한다. 루터에 의하면 하나님의 계시됨과 십자가 속에 그의 감추심은 대립된다. 루터에 의하면 십자가에 달리신 그리스도 안에 진정한 신학과 진정한 신 인식이 있다. 십자가는 자연신학과 자연적인 에토스(ethos)의 자기의식을 깨뜨린다. 십자가는 인간의 성공이나 번영의식을 깨뜨린다. 하나님은 그리스도의 죽음 속에서 우리를 만나신다, 그래서 인간은 그리스도의 죽음을 자기의 죽음으로 경험한다.
세상의 지혜로는 하나님을 알 수 없고 그리스도의 십자가만이 하나님의 지혜이다. 이에 반하여 십자가에 못 박힌 그리스도는 세상의 지혜에는 감추어져 있다. 여기에는 하나님의 연약하고, 우둔한 것이 나타나 있다.
십자가 신학은 십자가에 달리신 십자가에 감추어진 하나님을 증언한다. 이것은 오로지 겸허하고 가난한 마음을 통하여 가능하다. 십자가는 하나님의 은혜(die Verhehlung Gottes)이다. 왜냐하면 십자가는 하나님의 능력이 아니라 하나님의 무능(die Ohnmacht Gottes)을 드러내기 때문이다. 하나님의 능력은 직접적으로 계시되지 않고 역설적으로 그의 무능과 낮아지심 속에서 드러나기 때문이다.
루터는 말하기를 하나님의 은혜는 그의 진노 속에 감추어져 있으며, 하나님의 선물과 복은 십자가 아래, 말하자면 “불행과 재난” 아래 감추어져 있다. 하나님의 진리는 세상의 눈에는 거짓(Lüge)으로, 세상의 거짓은 진리로서 나타난다. 루터는 하나님은 세상에 대하여 악마처럼 다가온다.
십자가 신학의 사고에 의하면 하나님은 수천명, 수만명이 모여서 열광하고 설교자가 스타처럼 청중의 환호성을 자아내게 하는 설교단에 계시기 보다는 인간적으로는 너무나도 초라한 소수의 무리들이 가난한 마음을 가지고 간절히 말씀을 듣는 세상적으로는 너무나도 초라한 설교단에 임재해 계신다. 설교자가 마치 황제처럼 청중들을 종교적 열광으로 몰아가고 번영과 성공을 나누어주는 설교단이 아니라 청결한 마음을 지닌 소수의 청중에게 재난과 어려움과 질병 가운데서 하나님을 바라보도록 하는 진실한 설교단에 하나님은 임재해 계신다.
루터는 십자가 신학에 대해 다음과 같이 설명하였다.
영광의 신학은 통찰력을 갖고 있지도 합당한 신학도 아니다. 실제로 자연으로부터 출발하여 하느님을 인식할 수 있다고 생각하는 신학자는 그리스도를 모르므로 고통보다 행적을, 어리석음 대신 지혜를 선호하기 때문에 십자가 고통에 감추어진 하느님(Absconditus Deus)를 결코 알지 못한다. 그러한 자들은 바울에 의하면 그리스도 십자가의 원수(필리포서 3:18)이다. 실제로 그들은 십자가의 고통을 혐오하고, 업적들과 그 영광을 좋아하며, 그리하여 십자가의 선을 악이라, 악의 행업을 선이라 부른다. 사람들은 자기 행업들에서 추론된 하느님에 대한 인식을 남용했기 때문에 하느님은 그와 반대로, 즉 당신의 고통을 통해 인식되기를 원하셨고, 또 그리하여 가시적인 것에서부터의 인식을 새로이 입증하셨다. 이는 하나님이 당신 자신의 행적안에서 자신을 나타내는 분으로 하느님을 흠숭하지 않는 자들로 하여금 고통 안에 자신을 감추시는 분으로 예배하도록 하시기 위한 것이다. 그러므로 어느 누구라도 그런 자들이 하느님의 자기 비하와 십자가 사건을 인식하는 것은 충분하지 않고, 그것은 전혀 도움이 되지 않는다. 이리하여 하느님은 이사야 예언자가 말한대로, 지혜롭다는 자들의 지혜를 배척하신다. '야훼 당신은 진정 숨어계신 하느님이십니다.'(이사야 45:15)

### 로마가톨릭과의 신학논쟁

#### 카예탄 추기경과의 논쟁과 칭의론 주장
루터가 자신의 주장 포기를 거부하자, 교황은 그를 종교 재판에 넘기려고 로마로 소환 지시하였다. 그러나 선제후 프리드리히 3세와 대학이 이것에 반대하면서 대신 아우크스부르크에서 추기경 토마스 카예탄(Thomas Cajetan)이 그를 심문하도록 주선하였다. 토마스 카예탄은 1518년 10월 12일 - 15일에 소환당한 그에게 면죄부에 대한 교황의 교령(Unigenitus. 1343년)을 가리키면서 면죄부를 승인한 교황의 권위에 순종해야 한다고 위협하였다. 루터는 교황보다 공의회가 더 높으며, 모든 인간들은 오류를 범할 수 있기 때문에 기독교 신앙의 최종적인 권위는 교회가 아닌, 성서가 가진다고 반박하였다. 그리고 죄인이라는 신분이 바뀌는 것은 아니지만, 하나님께서는 그리스도에 대한 믿음을 보시고 그리스도인을 의로운 사람으로 인정해주신다는, 루터의 표현대로 수동적인 의인 칭의론(이신칭의)도 굽히지 않았다. 카예탄은 결국 루터로부터 ‘나는 뉘우친다’(revoco)는 말을 얻어내지 못하자 선제후
 프리드리히 3세에게 편지를 써서 루터를 ‘로마로 넘기거나 영지로부터 추방’하라고 위협 섞인 강권을 하였지만, 선제후는 루터를 보호하였다.
(1519년 1월) 교황청의 특별한 호의의 징표인 황금 장미를 가진 밀티츠(de:Karl von Miltitz)가 선제후에게 나타났다. 그는 선제후가 루터를 추방하라는 카예탄의 요구를 이미 거부한 것을 모르고 루터를 추방하거나 로마로 압송할 경우 선제후에게 있을 유익을 선전하였다. 그리고 루터를 만날 수 있도록 허용해 줄 것을 요청하였으며 이 요청에 따른 만남은 허락되었다. 회합을 가진 두 사람은 이제 이후로는 피차 공적으로 침묵하기로 약속을 하였다.

### 라이프치히 논쟁
그러나 잉골슈타트 대학교의 교수 요한 에크가 침묵을 깨고 루터를 공격하자 루터는 동료인 안드레아스 카를슈타트와 함께 라이프치히로 따라가 그와 논쟁을 벌였다(1519년 7월 4일 - 7월 14일). 요한 에크는 자신의 대학이 아닌 라이프치히 대학교를 교묘하게 비텐베르크 대학의 도전자로 끌어들였다. 이 두 대학은 오랜 경쟁관계에 있던 2개의 작센(de)을 대표하는 대학교들이었던 것이다. 이 논쟁에서 루터는 구원받기 위해 교황을 인정해야 할 필요는 없다고 반박하였다. 게다가 콘스탄스 공의회(1414년 - 1418년)가 체코슬로바키아의 종교개혁자 얀 후스를 잘못 정죄한 것을 들어 교회의 공의회조차도 과오를 범할 수 있고, 에베소서에 근거하여 교황이 아니라 오직 그리스도만이 지상에서도 교회의 머리가 되심을 주장하였다.
루터와 에크의 논쟁은 다음 네 가지로 요약된다.
- 첫째, 교황의 기원과 권위에 관한 것. 에크는 교황권이 하느님으로부터 나온 것이므로 교황에 순종해야 한다고 주장하였다. 그러나 루터는 교황의 권세는 위조문서인 '이시도리안 교령집(de)'에 기초하여 세워졌으므로 허위라고 반박하였다.
- 둘째, 성경의 권위에 관한 것. 루터는 오직 성경만이 신앙의 도리와 생활의 규범이 되므로 성경의 가르침에 따라 교회를 개혁하자고 외쳤다. 반면 에크는 '오직 성경' 사상은 중세 말 현대주의 사조를 따르는 이단들의 주장이라고 지적하며 루터를 이단이라고 몰아세웠다.
- 셋째, 연옥에 관한 것. 에크는 연옥사상이 마카비 2서 12장 45절에 나오므로 성경적인 것이라고 주장하였으나 루터는 마카비서가 성경이 아니라 외경에 불과하다고 하므로 신적인 권위가 없고, 따라서 연옥교리는 잘못이라고 지적하였다.
- 넷째, 면죄부와 고해성사. 에크는 면죄부와 고해성사가 교회 전통에 근거한 것이므로 교회가 따라야 한다고 주장하였다. 루터는 교회의 전통이 인간에게서 비롯된 것이므로 잘못될 수 있고, 오직 성경만이 오류가 없으며, 면죄부와 고해성사는 성경의 교훈에 배치되는 것이라고 반박하였다.

이 논쟁을 계기로 해서 루터는 작센 공국(Herzogtum Sachsen)의 작센 공 게오르크(de)와 대립되었으나, 한편 그의 단호한 태도는 멜란히톤 같은 이를 우군으로 얻었다.

### 로마 가톨릭 교회로부터 이단 선고,파문을 당함
라이프치히 논쟁은 루터에 대한 기대도 증대시켰고 그에 대한 공격도 가속화 시켰다. 엑크는 라이프치히 논쟁에 대한 보고서를 통해 루터의 출교에 대한 교황의 교서를 이끌어냈다. 1520년 6월 24일 발표된 교서 《Exurge Domine》(주여! 일어나소서!)에서 교황 레오는 뉘우칠 수 있는 60일간의 말미를 주고 이 기간 안에 루터가 자신의 주장을 철회하지 않으면 그와 동료들을 모두 파문할 것이라 위협하였다. 교서는 루터의 작품 중에서 41개 발언들을 열거하면서 ‘이단적이고 위법적이며 거짓’이라고 단죄하고, 루터의 모든 저서를 불태울 것을 명령하였다. 루터는 자신의 책들이 뢰번에서 불탄 사건 이후 그리고 파문 위협을 담은 교서가 아직 비텐베르크에 도착하기 전, 성(城)의 엘스터 문앞에서 학생들과 함께 교황의 교서 뿐만 아니라 로마 교회 법전의 화형식을 12월 10일 거행했다. 이로써 루터와 로마 사이의 모든 다리도 불에 타 버렸다.
교황의 화형영장은 루터를 분개하게 했다.
| “ | 나의 이 말은 진리의 말, 건실한 말이며, 인간의 능력으로 가능한 한 충실히 땅 위에 하나님의 진리를 장려하고 인간의 영혼을 구하려는 것이다. 그런데 그대는 현세에서의 하나님의 대리인이라면서 사형 집행인과 화형으로 대답하는가? 하나님의 말씀을 그대에게 전하려한 까닭으로, 나와 내 진리의 말을 화형에 처하려는 것인가? 그대는 하나님의 대리인이 아니라. 악마의 대리인이라는 생각이 든다. 그대의 교서라는 것은 종이를 더럽힌 거짓말이다. 그것이나 태워버려라. 그대는 그대가 하고 싶은대로 할 것이다. 나는 이렇게 하겠다." | ” |

며 교황의 화형 영장을 태워버린다.
루터를 최종적으로 파면하는 교황의 교서 《Decet Romanum Pontificem》(로마 교황은 이렇게 말한다)는 1521년 1월 3일 로마에서 공포되었다. 자신에 대한 파문은 루터의 영혼 깊숙이 상처를 내었다. 사실 루터는 면죄부 논쟁이 한창 진행 중일 때에도 교황에 전적인 충성을 바치고 있었다. 그는 면죄부의 오용들로부터 로마 교황을 보호하는 일이 바로 그 권위를 세워주는 것이라고 믿었다. 그러나 교황청이 로마교회를 적그리스도에게 넘겨주었다는 확신이 서게 되자, 그때 루터는 비로소 교황청에 반격을 결심한 것이었다. 따라서 루터가 과거와의 관계를 끊은 것은 급작스레 한 일이 아니었다. 그는 이 관계에서 돌아선 것은 자기가 아니라고 하였다. 오히려 자기는 철저히 외면을 당하였으며 세 번이나 출교를 당하였다고 하였다.
1518년 슈타우피츠는 수도원에 대한 순종의 서약으로부터 나를 풀어주면서 아우크스부르크에 혼자 내버려두었다. 그러고 나서 교황이 자신의 교회로부터 나를 끊어버렸고, 마지막으로 황제가 그의 제국으로부터 끊어버렸다. 그러나 주님은 나를 영접하셨다.

### 보름스 논쟁
교황의 파면에도 불구하고 선제후 프리드리히 3세를 필두로 독일의 영주들은 보름스 회의에서 루터가 자신을 위해 변호할 기회를 얻도록 하는 데 성공하였다. 그리하여 카를 5세 황제는 신변의 안정 보장을 약속하면서 루터에게 1521년 3월 6일, 초청장을 보냈다. 황제의 안전 보장은 믿을 바가 못되었다. 선제후의 궁전에서도 의견은 분분하였다. 결국 갈 것인지 말 것인지는 루터가 선택할 몫이었다. 루터는 주위의 우려와 권고를 물리치고 단호하게 보름스를 향했다.
| “ | 우리는 보름스에 입성할 것이다. 지옥의 모든 문들과 하늘의 모든 권세들이 막으려고 할지라도 … 거기서 우리의 사명은 마귀를 쫓아내는 것이다. | ” |

슈팔라틴(de)도 그의 결연한 모습을 감지했다.
| “ | 그는 보름스로 가려고 한다. 그곳의 지붕위에 있는 기왓장의 수만큼이나 마귀들이 있을지라도…. | ” |

보름스에 1521년 4월 16일 도착한 루터는 다음 날 첫 번 청문회에 참석하였다. 트리어 대주교의 고문관은 루터에게 두 가지 질문에 답하도록 물었다.
| “ | 1. 그대의 이름으로 출판된 이 책들을 그대의 것으로 인정하는가? 2. 그대는 이 책들에서 쓴 내용을 철회할 준비가 되어 있는가? | ” |

첫 번 질문에 루터는 자신의 책들이라 시인하고 자신이 쓴 책들이 더 있다고 대답했다. 두 번째 질문에 루터는 하루의 여유를 구했다.
루터는 4월 17일 저녁에 비엔나의 요하네스 쿠스피니아누스(de)에게 그날과 다음 날의 일에 대해 편지를 썼다.
| “ | … 이 순간 나는 황제와 사절들 앞에 서서 철회할 것인가하는 질문을 받았다 … 내일 나는 철회에 대한 답변을 할 것이다. 생각할 시간을 달라는 요청은 받아들여졌지만, 이 하루 이상은 허락이 안될 것이다. 그러나 나는 그리스도께서 내게 은혜를 베풀어 주시는 한 영원히 한 글자도 철회하지 않을 것이다 …. | ” |

다음날(4월 18일) 루터는 황제 앞에서 담대히 대답했다.
| “ | 성서의 증거함과 명백한 이성에 비추어 나의 유죄가 증명되지 않는 이상 나는 교황들과 교회 회의의 권위를 인정하지 않겠습니다. 사실 이 둘은 오류를 범하여 왔고 또 서로 엇갈린 주장을 펴왔습니다. 내 양심은 하나님의 말씀에 사로잡혀 있습니다. 나는 아무것도 철회할 수 없고 또 그럴 생각도 없습니다. 왜냐하면 양심에 반해서 행동하는 것은 안전하지도 못할 뿐만 아니라 현명한 일도 아니기 때문입니다. 하나님이여, 이 몸을 도우소서, 아멘. | ” |

영국의 역사학자 토머스 칼라일은 루터가 보름스 국회에 죽음을 무릎쓰고 출두한 일을 유럽 역사상 최대의 장면이며, 보름스 회의에서 자신의 주장을 철회하지 않겠다고 말하는 이 장면을 인류의 근대 역사에서 가장 위대한 순간이라고 평가했다. 또한 지옥 그 자체에 정면으로 도전하고자 했던 루터의 행위는 두려움 없는 최고의 용기가 무엇인지를 보여주고 있다고 평가했다.

### 루터에 대한 신변보호

#### 바르트부르크 성에서의 은신
카를 5세 황제는 루터에 대한 신분 안전 보장의 약속을 지키려 했다. 그래서 루터가 3주 이내로 비텐베르크로 돌아갈 것과 도중에 설교와 저술을 하지 말 것을 명령하였다. 루터는 아무도 모르게 동료들과 함께 보름스를 떠났다. 길을 가던 중 루터는 프리드리히 3세가 미리 주선한 대로 위장 납치되어 바르트부르크 성으로 갔다. 여기서 루터는 게오르크 기사 행세를 하며 10개월간 지냈다. 한편 루터가 보름스를 떠난 후 황제는 보름스 칙령을 통해서 루터를 법에서 추방된 자라고 선언하였다. 이제 법적으로는 누가 그를 살해한다고 해도 살인죄로 처벌받지 않을 것이었다. 게다가 그의 가르침은 파리, 뢰번, 쾰른 대학교 신학부로부터도 정죄당하였다.

#### 독일어 성서 번역
루터는 바르트부르크 성에서 ‘강제된 휴가’를 어떻게 지내야 할지 알았다. 그는 이 기간을 성서 주석, 로마 가톨릭 학자들과의 서면 논쟁, 논문 저술 뿐만 아니라 신약성서의 번역에 사용하였다. 루터가 번역한 독일어 성서는 1522년 9월에 출판되었기 때문에 ‘9월 성서(Septemberbible)’로 불리게 되었다.
루터의 독일어 성서 번역은 독일 기독교인들을 교회의 권위에서 해방하고, 독일어 발전에 이바지한 신학적, 언어학적으로 중요한 사건이다. 독일 종교개혁 이전에 사용된 성서는 라틴어 성서였으므로 소수의 귀족과 성직자만이 읽을 수 있었는데, 성직자들은 이를 악용하여, 기독교인들을 자신들의 목회적 필요에 따라 조종할 수 있었다. 하지만 루터가 고지 독일어로 성서를 번역하면서 누구나 성서를 읽을 수 있게 되어, 독일 기독교인들은 성직자들의 지배에서 벗어나 자유롭게 성서를 읽고 그들의 이성으로 이해할 수 있게 되었다. 또한 루터가 성서 번역에 사용한 고지 독일어는 현대의 표준 독일어가 되었기 때문에, 루터의 성서 번역은 독일어와 문법이 통일되는 계기가 된 사건이기도 하다.
루터는 성서 번역을 훌륭히 수행하여 ‘독일의 나이팅게일들이 로마의 방울새들 만큼 노래를 아름답게 부를 수 있다’는 것을 만천하에 보여주고자 했다. 이것을 위해 보통 사람들의 언어를 사용하려고 상당한 관심을 기울였는데 슈팔라틴(de)에게 보낸 편지에서 그의 성서 번역의 원칙을 알 수 있다.
| “ | 우리들은 당신에게 때때로 적합한 단어를 물어볼 것입니다. 그러나 우리들에게 단순한 말을 가르쳐 주십시오. 궁정이나 성 안에서 쓰는 말은 사절합니다. 왜냐하면 이 책은 단순성으로 유명해져야 하기 때문입니다. | ” |

루터의 독일어 성서가 구텐베르크의 인쇄술덕분에 빠르게 보급됨으로써 기독교인들은 성서를 성직자의 해석을 거치지 않고도 그들의 이성으로 이해하게 되었다. 이러한 역사는 성서를 축자영감설 등의 경전적 해석에서 벗어나, 사회학, 수사학, 사본들과의 비교, 역사 등의 학문적인 방법들을 이용하여 객관적으로 이해하려는 성서비평이 태동하는 거름이 되었다.

#### 폭력 사용 반대
루터가 바르트부르크 성에 머물고 있는 동안 비텐베르크에서는 안드레아스 카를슈타트가 교회를 무력으로 개혁하려고 하였다. 하나님으로부터 특별한 계시를 받았다는 세 명의 ‘츠비카우의 예언자들’도 합세를 했다. 성만찬에서는 그때까지 평신도에게 거부되었던 포도주도 제공되었으며, 혁신적인 예배양식과 예복이 도입되었고, 로마 가톨릭 미사를 거행하던 수도사들은 돌에 맞았으며, 성상들은 교회에서 제거되고 불태워졌으며 소요가 일었다. 루터는 믿음의 일로서 시작한 자신의 일이 오해받고 위협당하고 있다고 느끼자, 12월 중 비텐베르크를 비밀리에 방문하여 5일간 머물다 돌아갔다. 이 때의 느낌을 슈팔라틴에게 쓴 편지에서 루터는 저들이, 복음이 주는 자유를 강제 조항으로 만들었다고 비난하였다.
| “ | 나는 어느 누구도 폭력과 피흘림을 가지고서 복음을 위해 싸우는 것을 원치 않는다. 말씀을 통해 세상은 정복되며, 말씀을 통해 교회는 구원받으며, 말씀을 통해 교회는 부흥한다. | ” |

소요가 계속되자 루터는 자신의 망명지를 떠나 1522년 3월 6일, 비텐베르크로 돌아와 교회에서 8일간 연속으로 설교하였다. 말씀만이 일을 해야 한다는 그의 원칙이 옳다는 것이 증명되었다. 안녕과 질서가 복구되었던 것이다.
| “ | 요약하여, 나는 말씀을 설교하리라. 나는 말씀을 말하리라. 나는 말씀을 적으리라. 그러나 나는 어느 누구도 강제하거나 강요하지는 않으리라. 믿음은 자유롭게 되기를 원하지 강제되거나 강압으로 받아들여지기를 원치 않는 것이다. | ” |

### 개혁의 원리: 하나님의 말씀
루터의 종교개혁은 1517년-1520년 사이에, 로마 가톨릭교회와의 단절 과정을 겪었으나, 한편 개혁 진영 내부 세력들과의 차별화 과정도 겪었다. 먼저 안드레아스 카를슈타트, 토마스 뮌처, 농민들을 중심으로 한 급진적 개혁운동과의 차별화(1521년-1525년), 다음으로는 에라스뮈스 그리고 인문주의자들과의 차별화(1524년-1525년) 과정이 있었다. 이러한 과정들은 농민, 토마스 뮌처, 인문주의자들에게 루터가 외면을 받게 함으로써 종교개혁의 급속한 발전을 막는 결과를 가져오기도 했지만 ,다른 한편으로는 하나님의 은혜에 대한 복음이 열광주의적 신비주의라든가, 인문주의적 계몽, 그리고 사회정치적 급진주의로 오해되는 것을 막는 결과를 가져왔다.
이 과정들에 있어서 공통점은 루터가 오로지 하나님의 말씀만을 의지하였다는 것이다. 성서가 정경화를 통해 등장하기 전에는 교회가 있었다는 이해에 따라 교회와 전통의 권위를 성서위에 올려 놓은 로마 가톨릭교회에 대해 루터는 ‘성서만으로’를 주장하였고, 인간의 종교적 경험을 강조하는 열광주의자들의 주관적인 계시이해에 대해서는 성서의 객관적인 말씀을 주장하였으며, 에라스뮈스의 인문주의에 대해서는 성서가 말하는 확실성을 주장하였고, 복음을 정치적으로 해석한 농민혁명에 대해서 복음은 오직 양심만을 상대한다고 하였다.
루터는 하나님의 말씀이 온전히 전파만 된다면 그 결과는 저절로 온다고 확신하였다.
| “ | 나는 면죄부와 모든 교황주의자들을 반대하였으나 결코 무력은 사용하지 않았다. 나는 그저 하나님의 말씀을 가르치고, 설교하고, 썼을 뿐이고 그 외에는 아무것도 하지 않았다. 그리고 내가 잠을 자거나 친구 니콜라우스 폰 암스도르프(de)와 함께 비텐베르크 맥주를 마시는 동안 말씀은 교황을 철저히 무력화시켰다. 그 어떤 군주나 황제도 그 정도의 해를 입힐 수 없었을 정도로 말이다. 나는 아무것도 한 것이 없다. 말씀이 다 했다. | ” |

### 결혼
루터는 42세이던 1525년 6월 13일 결혼을 했다. 신부는 16년 연하의 전직 로마 가톨릭교회 수녀인 카타리나 폰 보라(de)였다. 루터는 자신의 결혼의 목적이 늙은 아버지에게 자손을 안겨 주기 위해서, 또한 결혼을 머뭇거리는 사람들에게는 자신의 설교를 몸소 실천하면서 본 보이기 위해서라고 하였다.
나는 내가 가르쳐 온 것을 실천으로 확증하고 싶었다. 왜냐하면 나는 복음으로부터 오는 그렇게 커다란 빛에도 불구하고 수많은 소심한 이들을 보기 때문이다. 하나님은 이 행동을 뜻하셨고 또 일으키셨다. 왜냐하면 나는 ‘사랑에 빠졌다’거나 욕정으로 불타는 것도 아니기 때문이다. 그러나 나는 내 아내를 사랑한다.

그러나 루터가 결혼하겠다고 했을 때 모두 다 반대하였다. 동료들은 루터가 결혼하면 온 세상과 마귀가 웃을 것이며 그 자신이 그동안에 이루어 놓은 일을 다 헛수고로 만들 것이라고 걱정하였다. 특히 농민전쟁의 와중에서 그의 결혼선언은 놀라움으로 받아들여졌다. 그러나 루터는 종교개혁과 함께 복음이 전파됨으로써 사탄이 마지막 공격을 하고 있다고 믿었다.

### 독일 농민혁명
독일 농민들이 영주들의 착취에 저항하여 일으킨 독일 농민전쟁도 처음에는 동정적인 모습을 보였으나, 나중에는 복음을 독재 체재로 왜곡시키려는 사탄의 공격이라고 주장하여 영주들에게 강경진압을 요구하였다. 지금까지 교황은 세속권력에 대한 우위권을 주장하였는데, 이제 농민들은 정치적 권력을 얻기 위해 복음의 이름으로 칼을 손에 쥐었다는게 루터의 생각이었다.

### 죽음
자신이 태어난 아이슬레벤에서 63세로 사망하였다. 이때 그는 만스펠트(de))의 백작들 사이에 있었던 법적 논쟁을 중재하러 가 있는 중이었다. 루터가 사망하던 밤 의사와 그의 친구들이 그의 임종을 지켜보았다. 루터는 다음 성경 구절을 계속 암송하고 있었다.
하나님께서 세상을 이처럼 사랑하셔서 그의 독생자를 주셨으니, 이는 그를 믿는 사람은 누구든지 멸망하지 않고 영생을 얻게 하려 하심이니라. .— 요한 복음, 3장 16절

새벽 세 시가 가까워 요나스 박사는 마지막이 이른 것을 알고 그에게 물었다.
“선생님은 선생님께서 가르치신 교리와 그리스도 위에 굳건히 서서 돌아가시겠습니까?”
루터의 몸이 움직이면서 큰 소리로 대답하였다.
“예.”
루터의 유해는 비텐베르크로 옮겨져 만인 성자 교회(de)에 안치되었다.

## 음악
루터는 음악이 신학 다음으로 하나님의 가장 큰 선물이라고 하였다. 음악은 신학과 닮은 점이 많은데 특히 영혼을 고치고 영들을 소생시키는 데 있다고 하였다. 음악이 없으면 인간은 목석과 마찬가지이지만 음악이 있으면 마귀를 멀리 보낼 수 있다. 루터는 이것을 영적인 고통 가운데에서 직접 경험하였다.
“음악은 나를 자주 소생시켜 주고 무거운 짐으로부터 해방시켜 준다.”
그러나 음악을 멸시하는 ‘열광주의자들’은 음악의 이 유익을 몰랐다. 그들은 오르간을 마귀의 유산으로 치부했다. 그러나 루터는
음악은 하나님의 선물이요 축복이다. 음악은 또한 마귀를 몰아내주고 사람들을 행복하게 만든다. 음악은 사람의 모든 분노, 음란, 교만, 그리고 모든 악을 잊게 해준다. 나는 음악을 신학 다음으로 중요하게 보며 무한히 아낀다.

고 하였다.
한편 루터는 로마 가톨릭 교회에서 한정된 이들에 의해서만 사용되어 오던 성가를 만인의 소유물로 돌려주었다. 이전의 그레고리오 성가에서는 미사때 회중은 잠잠히 있고 성가대의 전문가들만이 영광송(Doxology)을 번갈아 불렀다. 그러나 루터는 일반 회중도 찬송을 부를 수 있게 전례 즉, 예배 양식을 개혁하였으며 ‘내 주는 강한 성이요’를 비롯하여 많은 찬송곡을 작사, 작곡하였다. 그의 곡들은 ‘코랄’이라는 장르로 자리 잡는다. 그는 자신의 ‘작고 못생긴 목소리’를 불평했지만 플루트와 류트를 연주하는 능수능란한 음악가였다.
루터는 사람을 움직이는 성가의 능력을 믿었다. 성가는 보통 사람들뿐만 아니라 배운 이들에게도 성경과 같은 것이기 때문에 가장이 가족에게 찬송을 부지런히 가르쳐야 한다고 했다.

### 루터의 종교개혁, 성직자들의 역량을 높이다
루터가 살던 시대에 개신교 목사들의 수준은 낮았다. 개신교 목사들은 부패하고, 부도덕했으며, 주정뱅이, 직접 술집을 운영하는 자도 있었다. 교인들이 연보를 하지 않아 생계에 어려움이 있는 성직자들도 있었다. 루터의 종교개혁 동지인 멜란히톤은 1528년 3월 《선제후령 작센의 교구목사 시찰자를 위한 지침서》를 제작하여 교구목사들을 교육하고자 했다. 영방에 소속된 개신교 교회에서는 목사들이 국가에 소속된 공무원과 같은 성격을 가지게 되었고, 성서와 신앙을 가르칠만한 역량을 갖춘 성직자가 필요하다는 주장이 있었다. 비텐베르크 대학교의 신학자들이 주관하는 성직고시를 합격하고, 대학교 교육을 받아야 했으므로 개신교 성직자들의 수준이 높아졌다. 영방교회에서 제일 중요한 감독회에서는 사회복지, 결혼, 예배, 신앙교육등을 담당했다.

## 신학
마르틴 루터의 신학 핵심 사상은 크게 세 가지 구호로 설명된다.
| “ | 믿음만으로(sola fide)! 은총만으로(sola gratia)! 성서만으로(sola scriptura)! | ” |

### 오직 성경, 오직 은총, 오직 믿음
루터의 종교개혁사상은 철저히 하나님 중심이었다. 그의 종교개혁 작업의 핵심은 하나님을 인간의 눈으로 판단하고 그 위에 자신의 종교를 쌓아가려는 로마 가톨릭 교회에 대항하여 하나님을 하나님 되게 하는 것이었다. 사실 중세 로마 가톨릭 교회라고해서 성서의 권위와 성령의 감도(영감)에 대해 모르는 바가 아니었다. 또한 선행(先行)하는 하나님의 은총을 가르치지 않은 것도 아니었다. 게다가 믿음의 중요성에 무지한 것도 아니었다. 그러나 루터에게 있어서 급진적이었던 것은 이 말들 앞에 붙은 한 작은 단어, “오직”(sola) 이었다.
루터는 로마 가톨릭 교회가 이것들을 말하면서도 실은 그 밑바닥에는 인간 중심의 종교가 사로잡고 있다고 생각하였다. 그래서 당시 로마 가톨릭교회에서는 성서의 권위를 말하면서도 성서를 해석하는 교황의 권위를 그 위에 세웠으며, 은총을 하나님이 주신다고 말하면서도 그것을 인간이 율법의 의를 쌓는 데 도움을 주는 하나의 ‘능력’으로만 이해하였고, 믿음이 중요하다는 말을 처음에는 시작하다가 어느덧 ‘선행(善行)으로 형성된 믿음’을 강조했던 것이다.
그러나 루터는 성서는 그 문자가 자명하고 단순하기 때문에 어느 누구라도 이해할 수 있는 책으로서, 자신 이외의 다른 어떤 해석자도 중요로 하지 않는다고 하였으며(성서만으로!), 은총은 하나님께서 그리스도 안에서 죄인들을 죄인에서 의인으로 바뀌는 것은 아니지만, 그리스도 신앙을 보시고 의인으로 인정해주시는 ‘호의’(신학용어로 이를 '칭의'라고 한다.)로 이해하였고(은총만으로!), 하나님의 약속을 믿는 믿음은 단번에 모든 율법을 성취하며 인간을 의롭게 한다고 하였다(믿음만으로!).
'오직 성서'(Sola Scriptura)는 교권주의에 대한 저항이기도 했다. 신학과 교리의 최우선의 권위는 성서라고 주장함으로써 교황의 권위는 절대적이지 않음을 밝힌 것이다.

### 오직 그리스도
하나님 중심의 원칙 하에서 나온 이 세 가지 종교개혁의 구호들은 서로 밀접한 관계 속에 있으며 또한 ‘그리스도만으로’의 원칙이 서로를 연결시켜 주는 끈이다. 루터는 신·구약성서를 통틀어 성서의 주제는 그리스도라고 이해하여,
| “ | 그리스도를 성서에서 빼보라. 그리하면 성서에서 무엇을 더 찾을 수 있겠는가? | ” |

라고 하였으며, ‘은총만으로’는 대속에 있어서 우리의 구원을 위한 그리스도의 십자가에서의 죽으심의 절대적 중요함과 또한 충분함을 주장하였고, ‘믿음만으로’는 율법의 종결자로 오시며 그 요구를 ‘텅 비게’ 하시는 신인(神人)즉, 참 하나님이요, 참 인간이신 이신 그리스도에 대한 고백을 전제로 하는 것이다.
“믿음으로 의롭게 된다.”는 가르침은 교리뿐만 아니라 윤리, 문화, 정치에까지 포괄적으로 적용되는 것으로 루터는 이 조항 위에 교회가 서기도 하고 무너지기도 한다고 그 중요성을 강변하였다. 믿음으로 하나님께 올바른 사람으로 인정받은 사람은 더 이상 올바른 사람으로 인정받기 위하여 하나님께 자신의 행위를 드릴 필요가 없다. 대신 그는 그의 행위를 필요로 하는 이웃에게 베푼다. 하나님께서 주신 소명(calling, 부르심) 안에서 충실할 때 누구보다도 거룩한 삶을 살게 되는 것이며, 율법의 완성인 이웃 사랑을 실천하는 것이다.
복음주의 신학자 김세윤 박사는 《기독교 사상》2008년 12월호에 기고한 '한국교회의 새로운 개혁을 위하여'에서 종교개혁자 마르틴 루터가 주장한 오직 그리스도 사상은 교회가 선언해야 할 복음이 십자가에서의 죽으심과 부활로써 그리스도가 되신 예수를 전하는 십자가 복음이어야 한다는 뜻이라고 주장한다. 이러한 해석은 십자가의 복음이 아닌 세상에서 부와 출세의 복음이 지배하는 한국 교회에 적절한 비평이라고 김세윤 박사는 신학자의 지성으로 주장하였다.

### 자서전적 단편
루터는 세상을 떠나기 전인 1545년에 학자들이 소위 "자서전적 단편"이라고 부르는 글을 썼다.
한편, 그해 (1519년) 동안에 나는 이미 새롭게 시편을 해석하는 일에 돌아와 있었다. <중략> 나는 확실히 로마서에 있는 바울을 이해하기 위해 특별한 열정에 사로잡혔다. 그러나 그 때까지 내 길을막고 있던 것은 내 심장 주위의 차가운 피가 아니라 1장(17절)에 있는 "그 안에 하나님의 의가 나타나서"라는 한 단어였다.— Luther, Preface to the Complete Edition of Luther's Latin Writings, LW 34:336

### 섬김의 신학
마르틴 루터는 사회문제에 관심을 갖고 행동하는 신학자였다.
그는 노동을 하지 않고 구걸하는 것 곧 무위도식에는 "구걸은 하나님의 계명에 어긋나는 것이고, 윤리에 어긋나며, 인간 존엄성에도 어긋난다."라는 논리로 반대했지만, 배우자와의 사별, 질병, 강자가 자신의 생존을 위해 약자를 착취하는 구조적 악 등으로 가난한 사람들을 돕는 일에 대해서는 "그리스도께서 말씀하신 사랑은 곤경에 처한 형제를 돕고 섬기는 것이며, 이를 실천하는 것이 가장 큰 예배"라며 찬성하여 매주 주일마다 라이스니히 시에서 시민들이 매 주일 예배때마다 공동모금함에 봉헌하여 모아진 헌금으로 병·연로함 등으로 노동을 할 수 없는 시민들을 돕는 라이스니히 금고규정(1523년)에 서문작성으로 참여했다. 이러한 전통은 북유럽에도 번져나간다.

### 저서
- 1516년 로마서 강의
- 1520년 그리스도인의 자유에 대하여
- 탁상담화
- 노예의지론
- 마르틴 루터의 기도
- 대교리문답
- 독일 기독교 귀족에게 고함
- 교회의 바벨론 감금
- 히에로니무스 스쿠르테투스 주교에게
- 인간에게 자유의지가 있는가
- 삼위일체론

### 비평

#### 반유대주의
루터는 1543년에 발표한《유대인들과 그들의 거짓말(Die Juden und ihre Lügen)》이라는 글에서 "유대인의 회당을 불지르고, 그들을 죽이고, 매장하고 회당을 무너뜨리고, 탈무드를 빼앗으라"고 주장하며 갑자기 유대인 탄압을 선동한다. 루터의 이런 주장은 19세기 초 반유대주의가 기승을 부리던 독일에서 기독교사회노동당 대표인 아돌프 슈퇴커(Adolf Stoecker) 에 의해 널리 퍼져 나갔고 나치에게 파급되었다.
또한 루터는 지옥에 갈 것이라고 협박까지 해 가면서 유대인들에 대해 인도주의를 제공하면 안 된다고 주장하였다.(《손대접》, Christine paul, 정옥배 옮김, 복있는 사람.p.123)

#### 현실권력과의 결탁
또한 루터의 종교개혁은 지배계급들과의 결탁에 의해 진행되었으므로, 독일농민들이 제후들의 착취에 대항하여 민중항쟁을 벌이자(독일 농민전쟁), 제후들에게 서신을 보내 진압해야 한다고 선동하였다. 루터는 농민항쟁 진압을 정당화하기 위해 제후들의 착취에 맞서 계급투쟁을 벌이는 농민들을 사회를 위험하게 하는 폭도라고 비방하였지만, 실제로는 제후들과의 결탁이 유지되지 않으면 종교개혁이 진행될 수 없다는 현실적 이유에서 농민항쟁 진압을 주장하였다. 즉 루터에게는 억압적이고 착취적인 지배질서로부터 민중을 구원하는 성서의 하나님보다, 현실권력인 제후들과의 결탁을 통한 종교개혁 진행이 중요했던 셈이다. 이는 개신교도 기존 로마 가톨릭교회처럼 종교와 정치간의 결탁에서 자유롭지 못했다는 사실을 뜻하는 것으로서, 이를 극복하기 위해 재침례교에서는 종교와 정치간의 분리를 주장한다. 하지만 정치와 종교의 분리사상은 시민혁명 이후 종교와 정치간의 결탁이나 소모적인 대립을 막기 위한 것이지, 민중을 억압하고 착취하는 지배질서에 대해 교회는 정치에 간여하면 안 된다면서 침묵하거나 기독교 근본주의에 뿌리를 둔 보수적이거나 때로는 수구적인 신학으로 유지시키라는 이야기는 아니다.

#### 권위적인 성격의 전형적인 인물
에리히 프롬은 그의 저서 <자유로부터의 도피>에서 루터를 심리학적인 분석을 통해 권위주의적인 성격의 전형적인 인물로 평가하였다. '그는 극도의 고독감과 무력감 및 죄악감에 사로잡혀 있으며, 다른 한편으로는 내면에 강렬한 지배욕을 지니고 있었다.'로 평가하였다. 루터의 인간상은 이율배반적인 상황을 반영하는 데, 그에게 인간은 자신을 정신적 권위에 종속시키는 일체의 관계로부터는 자유롭지만, 이러한 자유가 고독과 불안을 일으켜 허무감과 무력감으로 인간을 압도한다는 것이다.

#### 종교개혁가로서 의미
루터는 종교개혁을 주장했다는 사실에서 즉, 교회개혁의 신학적 모델을 제시했다는 사실에서 중요한 신학자이다. 복음주의 클럽 운영자인 양희송은 《복음과 상황》 171호 표지이야기- <불멸의 루터, 한 말씀하시다>에서 루터를 가리켜 기성교회인 로마 가톨릭을 비판하는 지성과 자신의 생각을 95개조 반박문 작성으로 옮긴 열정을 모두 갖춘 신학자라고 평가했다.
| “ | 한국의 기독교인들 보면 이래도 좋고 저래도 괜찮다는 식으로 사는데, 제발 좀 그러지 말았으면 해. 내가 한국교회를 보면서 제일 안타까운 것이 공부를 안 한다는 거요. 교회개혁 이야기하면 꼭 ‘기도 했냐?’ 물어보는 사람 있는데, 기도는 필수고 개혁운동은 연구해야 해요. 종교개혁이 그냥 어느 날 갑자기 나온 운동이 아니라고. 중세의 수도원들은 매일 최소 세 번은 기도회를 갖는 수도공동체였지만, 동시에 신학자의 도서관이자 연구실이기도 했소. 나도 어거스틴 수도회에서 수 년간 신학과 성서 연구를 꼼꼼히 할 기회가 있었으니 나중에 신학 논쟁에서 내 입장을 내놓을 수 있었던 것이고, 내 동료들도 다 신학의 전문가들이었소. 생각해봐요. 교황체제 자체가 거대한 교리와 역사의 결집체인데, 이를 극복하겠다는 사람들이 턱도 없이 모자란 공부로 무얼 한단 말이오. 소경이 소경을 인도할 수 없지 않소. 나는 평생을 개혁운동에 매진했고, 무수히 많은 사람들이 잘못된 방향으로 빠져들거나 지도자들의 탈선으로 추종자들이 목숨을 잃는 사례도 보았네. 개혁운동은 객기로 할 운동이 아니오. 진짜 다 걸고 해야 할 운동이오. 그렇다면 그에 걸맞은 내용과 방향을 찾는 일은 결사적으로 해야 하오. | ” |

루터 자신도 다음과 같이 기록함으로써 종교개혁은 정의감이 아닌 신학에서 나온다는 사실을 논증한다.
| “ | “나는 격렬하고 고통스러운 양심으로 화를 냈다. 그럼에도 불구하고 나는 바울의 그 말씀에 끈덕지게 매달렸고 아주 열렬히 성 바울이 원하는 것을 알고자 하였다. 마침내 하나님의 자비로 밤낮으로 묵상하는 가운데 나는 그 단어들이 나오는 문맥에 주의를 기울였다. ‘하나님의 의가 나타나서 … 기록된 바 오직 의인은 믿음으로 살리라 함과 같으니라.(로마서 1장)’ 거기서 나는, 하나님의 의는 이 의에 의하여 의인이 하나님의 선물, 즉 믿음으로 살아가는 바 그 의라는 것을 이해하기 시작하였다. … 여기서 나는 완전히 새로 거듭나서 열린 문들을 통하여 낙원으로 들어갔다는 것을 느꼈다. … 그리고 나는 ‘하나님의 의’라는 단어를 이전에 미워하였던 것만큼이나 이제 사랑으로 나의 가장 달콤한 단어로 찬양하였다. 이렇게 해서 바울의 바로 그 구절은 내게 진정으로 낙원으로 들어가는 문이 되었다.” | ” |

또한 그의 십자가 신학은 기독교의 전통인 청빈, 자족과 반대되는 영광의 신학에 물든 미국과 한국의 보수적 복음주의 교회에 좋은 대안이 된다.
| “ | 삶의 방식으로 볼 때, 영광의 신학이 그리스도 안에서의 하나님의 승리로 인한 번영과 복 받음, 승리를 강조하는 데 비해, 십자가 신학은 사랑과 자기희생, 총체적 헌신과 복종의 삶을 기독교인이 걸어가야 할 올바른 삶의 길이라고 주장한다. 이와 같이 십자가 신학은 고난 속에 참여해야 하나님을 바로 알 수 있다고 말하며 또 실제로 그렇게 함으로 헛된 승리주의를 거부하고 십자가와 함께 시대의 어둠을 넘어 예수의 부활에 참여하고자 한다. | ” |

## 같이 보기
- 마르틴 루터의 신학
- 면죄부
- 토마스 카예탄
- 요한 테첼
- 요한 에크
- 라이프치히 논쟁
- 연옥
- 종교 개혁
- 종교 개혁가
- 토머스 크랜머
- 장 칼뱅
- 울리히 츠빙글리

## 작품

Tomus secundus omnium operum, 1562

- Weimarer Lutherausgabe (WA), 120 Bände, 1883–2009 (Sonderedition 2000–2007), [[:de:Spezial:ISBN-Suche/3740009454|ISBN 3-7400-0945-4]].
- Kurt Aland (Hrsg.): Luther deutsch. Die Werke Martin Luthers in neuer Auswahl für die Gegenwart. (1957–1974) 4. Auflage. Vandenhoeck & Ruprecht, Göttingen 1991, [[:de:Spezial:ISBN-Suche/382521656X|ISBN 3-8252-1656-X]] (10 Bände, ein Registerband, ein Ergänzungsband)

Kurt Aland (Hrsg.): Martin Luther. Gesammelte Werke. (= CD-Rom, Digitale Bibliothek. Band 63). Directmedia, Berlin 2002, [[:de:Spezial:ISBN-Suche/3898536394|ISBN 3-89853-639-4]].
- Martin Luther. Studienausgabe in 6 Bänden. Evangelische Verlagsanstalt, Leipzig, 1987–1999.
- Tischreden. Reclam, Ditzingen 1981, [[:de:Spezial:ISBN-Suche/3150012228|ISBN 3-15-001222-8]].
- Sendbrief an den Papst Leo X. Wittenberg 1520, 13 Seiten.
- Von der Freiheit eines Christenmenschen. Wittenberg 1520, 24 Seiten.
- De servo arbitrio. (Vom unfreien Willen), 1525.
- Der kleine Katechismus. Wittenberg 1529.
- Der Große Katechismus. Wittenberg 1529.
- Disputatio de homine. 1536.

## 도서들

### 생애
- Josef Benzing, Helmut Claus: Lutherbibliographie: Verzeichnis der gedruckten Schriften Martin Luthers bis zu dessen Tod (= Bibliotheca bibliographica Aureliana). Band 2 mit Anhang: Bibel und Bibelteile in Luthers Übersetzung 1522–1546. Koerner, Baden-Baden, 1989, 1994.

### 역사적 도서
- Thomas Kaufmann: Erlöste und Verdammte. Eine Geschichte der Reformation. C.H. Beck, München 2016, [[:de:Spezial:ISBN-Suche/9783406696077|ISBN 978-3-406-69607-7]].
- Thomas Kaufmann: Geschichte der Reformation. Suhrkamp, Frankfurt am Main 2009, [[:de:Spezial:ISBN-Suche/9783458710240|ISBN 978-3-458-71024-0]].
- Heinz Schilling: 1517. Weltgeschichte eines Jahres. C.H. Beck, München 2017, [[:de:Spezial:ISBN-Suche/9783406700699|ISBN 978-3-406-70069-9]].
- Luise Schorn-Schütte: Die Reformation. Vorgeschichte, Verlauf, Wirkung. 6. Auflage. C.H. Beck, München 2016, [[:de:Spezial:ISBN-Suche/9783406693588|ISBN 978-3-406-69358-8]].

### 참고 문헌
- Julius Köstlin (1884), 〈Luther, Martin〉, 《Allgemeine Deutsche Biographie》 (독일어) 19, Leipzig: Duncker & Humblot, 660–692쪽
- Georg Gotthilf Evers: Martin Luther: Leben und Charakterbild, von ihm selbst gezeichnet. 6 Bände. 1886, Verlag Franz Kirchheim, Mainz
- Richard Friedenthal: Luther: Sein Leben und seine Zeit (1967). 8. Auflage. Piper, München/ Zürich 1996, [[:de:Spezial:ISBN-Suche/3492202594|ISBN 3-492-20259-4]].
- Gustav Leopold Plitt, Eginhard Friedrich Petersen: D. Martin Luthers Leben und Wirken. Zum 10. November 1883 dem deutschen evangelischen Volke geschildert von D. Gustav Plitt, vollendet von Eginhard Friedrich Petersen, Hauptpastor in Lübeck. Hinrichs, Leipzig 1883. 틀:Google Buch
- Friedrich Wilhelm Kantzenbach: Martin Luther: Der bürgerliche Reformator. Musterschmidt, Göttingen 1972, [[:de:Spezial:ISBN-Suche/3788100680|ISBN 3-7881-0068-0]].
- Heiko Augustinus Oberman: Luther: Mensch zwischen Gott und Teufel. Severin und Siedler, Berlin 1981.
- Martin Brecht: Martin Luther, 3 Bände. Calwer Verlag, Stuttgart 1981 ff.
  - Band 1: Sein Weg zur Reformation 1483–1521. 1981, [[:de:Spezial:ISBN-Suche/3766806785|ISBN 3-7668-0678-5]].
  - Band 2: Ordnung und Abgrenzung der Reformation 1521–1532. 1986, [[:de:Spezial:ISBN-Suche/3766807927|ISBN 3-7668-0792-7]].
  - Band 3: Die Erhaltung der Kirche 1532–1546. 1987, [[:de:Spezial:ISBN-Suche/3766808257|ISBN 3-7668-0825-7]].
- Peter Manns: Martin Luther: Der unbekannte Reformator. Herder, Freiburg 1982, [[:de:Spezial:ISBN-Suche/3451081881|ISBN 3-451-08188-1]].
- Gerhard Müller (1987), “Luther, Martin”, Neue Deutsche Biographie (NDB) (독일어) 15, Berlin: Duncker & Humblot, 549–561쪽; (full text online)
- Manfred Schulze: Luther, Martin. In: Biographisch-Bibliographisches Kirchenlexikon (BBKL). Band 5, Herzberg 1993, ISBN 3-88309-043-3, Sp. 447–482.
- Heinrich Fausel: D. Martin Luther: Leben und Werk. 2 Bände. Hänssler, Neuhausen-Stuttgart 1996, [[:de:Spezial:ISBN-Suche/3775124403|ISBN 3-7751-2440-3]].
- Horst Herrmann: Martin Luther: Ketzer und Reformator, Mönch und Ehemann. Orbis, München 1999, [[:de:Spezial:ISBN-Suche/3572100445|ISBN 3-572-10044-5]].
- Arnulf Zitelmann: „Widerrufen kann ich nicht“. Die Lebensgeschichte des Martin Luther. Beltz und Gelberg, Weinheim 1999, [[:de:Spezial:ISBN-Suche/3407788134|ISBN 3-407-78813-4]].Kinder- und Jugendliteratur
- Heinz Zahrnt: Martin Luther: Reformator wider Willen. Evangelische Verlags-Anstalt, Leipzig 2000, [[:de:Spezial:ISBN-Suche/3374018386|ISBN 3-374-01838-6]].
- Christian Graf von Krockow: Porträts berühmter deutscher Männer: Von Martin Luther bis zur Gegenwart. List-Verlag, München 2001, [[:de:Spezial:ISBN-Suche/3548604471|ISBN 3-548-60447-1]], S. 11–56.
- Horst Herrmann: Martin Luther: Eine Biographie. Aufbau-Taschenbuch-Verlag, Berlin 2003, [[:de:Spezial:ISBN-Suche/3746619335|ISBN 3-7466-1933-5]].
- Thomas Kaufmann: Martin Luther. 2., durchgesehene Auflage. C.H. Beck, München 2010, [[:de:Spezial:ISBN-Suche/9783406508882|ISBN 978-3-406-50888-2]].
- Volker Leppin: Martin Luther. Wissenschaftliche Buchgesellschaft, Darmstadt 2006, [[:de:Spezial:ISBN-Suche/3534179617|ISBN 3-534-17961-7]].
- Athina Lexutt: Luther. UTB, Stuttgart 2008, [[:de:Spezial:ISBN-Suche/9783825230210|ISBN 978-3-8252-3021-0]].
- Christian Feldmann: Martin Luther. Rowohlt, Reinbek 2009, [[:de:Spezial:ISBN-Suche/9783499507069|ISBN 978-3-499-50706-9]].
- Heinz Schilling: Martin Luther: Rebell in einer Zeit des Umbruchs. Eine Biographie. C.H. Beck, München 2012, [[:de:Spezial:ISBN-Suche/9783406637414|ISBN 978-3-406-63741-4]]; 4. aktualisierte Auflage, München 2016, [[:de:Spezial:ISBN-Suche/9783406701054|ISBN 978-3-406-70105-4]].
- Volker Leppin: Martin Luther. Vom Bauernsohn zum Reformator. Lambert Schneider, Darmstadt 2013, [[:de:Spezial:ISBN-Suche/9783650256393|ISBN 978-3-650-25639-3]].
- Volker Reinhardt: Luther, der Ketzer. Rom und die Reformation. C.H. Beck, München 2016, [[:de:Spezial:ISBN-Suche/9783406688287|ISBN 978-3-406-68828-7]].
- Wolfgang Beutin: Der radikale Doktor Martin Luther. Ein Streit- und Lesebuch. Peter Lang GmbH, Internationaler Verlag der Wissenschaften, Frankfurt am Main 2016, [[:de:Spezial:ISBN-Suche/9783631657874|ISBN 978-3-631-65787-4]].
- Volker Leppin: Die fremde Reformation. Luthers mystische Wurzeln. C.H. Beck, München 2016, [[:de:Spezial:ISBN-Suche/9783406690815|ISBN 978-3-406-69081-5]].
- Tillmann Bendikowski: Der deutsche Glaubenskrieg. Martin Luther, der Papst und die Folgen. Bertelsmann, München 2016, [[:de:Spezial:ISBN-Suche/9783570101971|ISBN 978-3-570-10197-1]].
- Lyndal Roper: Der Mensch Martin Luther – Die Biographie. S. Fischer, Frankfurt am Main 2016, [[:de:Spezial:ISBN-Suche/9783100660886|ISBN 978-3-10-066088-6]].
- Joachim Köhler: Luther! Biographie eines Befreiten. Evangelische Verlagsanstalt, Leipzig 2016, [[:de:Spezial:ISBN-Suche/9783374044207|ISBN 978-3-374-04420-7]].
- Willi Winkler: Luther. Ein deutscher Rebell. Rowohlt, Berlin 2016, [[:de:Spezial:ISBN-Suche/9783871347238|ISBN 978-3-87134-723-8]].
- Hans-Joachim Neumann: Luthers Leiden: Die Krankheitsgeschichte des Reformators. Wichern, Berlin 1995, [[:de:Spezial:ISBN-Suche/3889810810|ISBN 3-88981-081-0]].
- Rosemarie Knape (Hrsg.): Martin Luther und Eisleben. Schriften der Stiftung Luthergedenkstätten in Sachsen-Anhalt, Leipzig 2007, [[:de:Spezial:ISBN-Suche/9783374024841|ISBN 978-3-374-02484-1]].
- Cornelia Dömer: Mit Martin Luther unterwegs: Ein biografischer Reiseführer. Hänssler, Holzgerlingen 2008, [[:de:Spezial:ISBN-Suche/9783775148795|ISBN 978-3-7751-4879-5]].
- Karen Michels: Martin Luther: Die Lektionen der Straße. Wie die Welt das Denken des Reformators veränderte. CORSO, Hamburg 2010, [[:de:Spezial:ISBN-Suche/9783862600045|ISBN 978-3-86260-004-5]].
- Lyndal Roper: Der feiste Doktor – Luther, sein Körper und seine Biographen. Wallstein, Göttingen 2012, [[:de:Spezial:ISBN-Suche/9783835311589|ISBN 978-3-8353-1158-9]].
- Jürgen Udolph: Martinus Luder – Eleutherius – Martin Luther. Warum änderte Martin Luther seinen Namen? (= Indogermanische Bibliothek. Dritte Reihe: Untersuchungen). Universitätsverlag Winter, Heidelberg 2016, [[:de:Spezial:ISBN-Suche/9783825366407|ISBN 978-3-8253-6640-7]].
- Andrew Pettegree: Die Marke Luther. Insel Verlag, Berlin 2016, [[:de:Spezial:ISBN-Suche/9783458176916|ISBN 978-3-458-17691-6]].

### 신학적 참고 문헌
- Gerhard Dünnhaupt (Hrsg.): The Martin Luther Quincentennial. Wayne State University Press, Detroit 1985, [[:de:Spezial:ISBN-Suche/081431774X|ISBN 0-8143-1774-X]].
- Albrecht Beutel (Hrsg.): Luther Handbuch. 2. Auflage. Mohr & Siebeck, Tübingen 2010, [[:de:Spezial:ISBN-Suche/9783825234164|ISBN 978-3-8252-3416-4]].
- Volker Leppin, Gury Schneider-Ludorff (Hrsg.): Das Luther-Lexikon. Bückle & Böhm, Regensburg 2014, [[:de:Spezial:ISBN-Suche/9783941530058|ISBN 978-3-941530-05-8]].
- Hans-Martin Barth: Die Theologie Martin Luthers. Eine kritische Würdigung. Gütersloher Verlagshaus, Gütersloh 2009, [[:de:Spezial:ISBN-Suche/9783579080451|ISBN 978-3-579-08045-1]].
- Reinhard Schwarz: Martin Luther. Lehrer der christlichen Religion. Mohr Siebeck, Tübingen 2015, [[:de:Spezial:ISBN-Suche/9783161518805|ISBN 978-3-16-151880-5]]. (Gesamtdarstellung von Luthers Theologie; Rezension)
- Christopher Spehr: Luther und das Konzil. Zur Entwicklung eines zentralen Themas in der Reformationszeit. Mohr/Siebeck, Tübingen 2010, [[:de:Spezial:ISBN-Suche/9783161504747|ISBN 978-3-16-150474-7]].
- Oswald Bayer: Martin Luthers Theologie. Eine Vergegenwärtigung. Mohr Siebeck Verlag, 2004, [[:de:Spezial:ISBN-Suche/3161481224|ISBN 3-16-148122-4]].
- Jörg Haustein: Martin Luthers Stellung zum Zauber- und Hexenwesen. Kohlhammer, Stuttgart 1990, [[:de:Spezial:ISBN-Suche/3170107690|ISBN 3-17-010769-0]].
- Jörg Haustein: Zwischen Aberglaube und Wissenschaft: Zauberei und Hexen in der Sicht Martin Luthers. In: Rosemarie Knape (Hrsg.): Martin Luther und der Bergbau im Mansfelder Land. Stiftung Luthergedenkstätten in Sachsen-Anhalt, Lutherstadt Eisleben 2000, [[:de:Spezial:ISBN-Suche/3980632873|ISBN 3-9806328-7-3]], S. 327–337.
- Sylvia Weigelt: „Der Männer Lust und Freude sein.“ Frauen um Luther. Wartburg, Weimar 2011, [[:de:Spezial:ISBN-Suche/9783861602415|ISBN 978-3-86160-241-5]].
- Thomas Kaufmann: Luthers „Judenschriften“: Ein Beitrag zu ihrer historischen Kontextualisierung. Mohr & Siebeck, Tübingen 2011, [[:de:Spezial:ISBN-Suche/9783161507724|ISBN 978-3-16-150772-4]].
- Volkmar Joestel, Friedrich Schorlemmer (Hrsg.): Wir sind allzu lange deutsche Bestien gewesen: Volksbildung bei Luther und Melanchthon. Eine Textsammlung. Drei-Kastanien-Verlag, Wittenberg 2000, [[:de:Spezial:ISBN-Suche/3933028353|ISBN 3-933028-35-3]].
- Martin Treu: Martin Luther und das Geld. Stiftung Luthergedenkstätten in Sachsen-Anhalt, Wittenberg 2000, [[:de:Spezial:ISBN-Suche/398063289X|ISBN 3-9806328-9-X]].
- Volker Stümke: Das Friedensverständnis Martin Luthers: Grundlagen und Anwendungsbereiche seiner politischen Ethik. Kohlhammer, Stuttgart 2007, [[:de:Spezial:ISBN-Suche/9783170199705|ISBN 978-3-17-019970-5]].
- Peter Zimmerling: Evangelische Mystik. Vandenhoeck & Ruprecht, Göttingen 2015, [[:de:Spezial:ISBN-Suche/9783525570418|ISBN 978-3-525-57041-8]]. Martin Luther (1483–1546): Demokratisierung der Mystik. S. 37–57.
- Klaus-Peter Hertzsch, Claus Bernet: Martin Luther in seiner Zeit – und das Himmlische Jerusalem. Norderstedt 2016, [[:de:Spezial:ISBN-Suche/9783739246925|ISBN 978-3-7392-4692-5]].
- Udo Rössling, Paul Ambros: Reisen zu Luther. Nicolaische Verlagsbuchhandlung, Berlin 1983, [[:de:Spezial:ISBN-Suche/3875841131|ISBN 3-87584-113-1]].
- Uwe Stamer: Luthers Land. Literarische Streifzüge zwischen Coburg und Wittenberg. Klett-Cotta, Stuttgart 2002, [[:de:Spezial:ISBN-Suche/3608932658|ISBN 3-608-93265-8]].
- Reinhard Dithmar: Auf Luthers Spuren. Ein biographischer Reiseführer. Evangelische Verlagsanstalt, Leipzig 2006, [[:de:Spezial:ISBN-Suche/3374023606|ISBN 3-374-02360-6]].
- Cornelia Dömer: Mit Luther unterwegs. Ein biografischer Reiseführer. SCM Hänssler Verlag, 2008, [[:de:Spezial:ISBN-Suche/9783775148795|ISBN 978-3-7751-4879-5]].
- Norbert Roth: Martin Luther neu begegnen. Auf Entdeckungsreise durch Mitteldeutschland. Bonifatius Verlag, Paderborn 2010, [[:de:Spezial:ISBN-Suche/9783865062703|ISBN 978-3-86506-270-3]].
- Heinz Stade, Thomas A. Seidel: Unterwegs zu Luther. Eine Reise durch 50 Lutherorte mit Fotografien von Harald Wenzel-Orf. Wartburg-Verlag, Weimar und Eisenach 2010, [[:de:Spezial:ISBN-Suche/9783861601968|ISBN 978-3-86160-196-8]].
- Arnt Cobbers: Auf den Spuren von Martin Luther. Die Lebensstationen des großen Reformators. Jaron Verlag, Berlin 2013, [[:de:Spezial:ISBN-Suche/9783897737105|ISBN 978-3-89773-710-5]].
- Werner Schwanfelder: 95 Lutherorte, die Sie gesehen haben müssen. Spurensuche auf den Lutherwegen durch Sachsen, Sachsen-Anhalt und Thüringen. Neukirchener Aussaat, Neukirchen-Vluyn 2015, [[:de:Spezial:ISBN-Suche/9783761561935|ISBN 978-3-7615-6193-5]].
- Jochen Birkenmeier: Luthers Land. Eine Zeitreise nach Sachsen-Anhalt und Thüringen. Gmeiner Verlag, Meßkirch 2016, [[:de:Spezial:ISBN-Suche/9783839249970|ISBN 978-3-8392-4997-0]].
- Ernst Troeltsch: Luther und die moderne Welt. Wissenschaftlicher Verlag, Schutterwald/Baden 2000, [[:de:Spezial:ISBN-Suche/3928640631|ISBN 3-928640-63-1]] (1. Auflage 1908)
- Albert Mock: Abschied von Luther: Psychologische und theologische Reflexionen zum Lutherjahr. Luthe, Köln 1985, [[:de:Spezial:ISBN-Suche/3922727204|ISBN 3-922727-20-4]].
- Gottfried Maron: Die ganze Christenheit auf Erden: Martin Luther und seine ökumenische Bedeutung. Vandenhoeck & Ruprecht, Göttingen 1997, [[:de:Spezial:ISBN-Suche/3525554222|ISBN 3-525-55422-2]].
- Hans Medick, Peer Schmidt: Luther zwischen den Kulturen: Zeitgenossenschaft – Weltwirkung. Vandenhoeck & Ruprecht, Göttingen 2004, [[:de:Spezial:ISBN-Suche/3525554494|ISBN 3-525-55449-4]].
- Hubertus Mynarek: Luther ohne Mythos. Das Böse im Reformator. Ahriman-Verlag, 3. Auflage Freiburg 2013, [[:de:Spezial:ISBN-Suche/9783894846091|ISBN 978-3-89484-609-1]].
- Landesamt für Denkmalpflege und Archäologie Sachsen-Anhalt – Landesmuseum für Vorgeschichte / Stiftung Luthergedenkstätten in Sachsen-Anhalt / Stiftung Deutsches Historisches Museum / Stiftung Schloss Friedenstein Gotha / Minneapolis Institute of Art / The Morgan Library & Museum: Martin Luther. Aufbruch in eine neue Welt / Schätze der Reformation, Sandstein Verlag, Dresden 2016, [[:de:Spezial:ISBN-Suche/9783954982318|ISBN 978-3-95498-231-8]].
- Norbert Mecklenburg: Der Prophet der Deutschen. Martin Luther im Spiegel der Literatur. J. B. Metzler, Stuttgart 2016, [[:de:Spezial:ISBN-Suche/9783476026842|ISBN 978-3-476-02684-2]].
- Stefan Michel: Die Kanonisierung der Werke Martin Luthers im 16. Jahrhundert. Mohr Siebeck, Tübingen 2016, [[:de:Spezial:ISBN-Suche/9783161544538|ISBN 978-3-16-154453-8]].
- Friedrich Ludwig Zacharias Werner: Martin Luther, oder Die Weihe der Kraft: Eine Tragödie. Sander, Berlin 1807.[35]
- Ludwig Bechstein: Der Fürstentag. Historisch-romantisches Zeitbild aus dem sechzehnten Jahrhundert. Sauerländer, Frankfurt am Main 1834[36]
- Levin Schücking: Luther in Rom. (1870) Tredition Classics, 2012, [[:de:Spezial:ISBN-Suche/9783842420571|ISBN 978-3-8424-2057-1]][37]
- Ferdinand Gustav Kühne: Wittenberg und Rom: Klosternovellen aus Luther–s Zeit, Band 1–3. O. Janke, Berlin 1877[38]
- Jakob Knudsen: Angst Mod Martin Luther: Fortælling. (1912–1914) Hovedland, 1996, [[:de:Spezial:ISBN-Suche/8777392884|ISBN 87-7739-288-4]][39]
- Eugen Fischer-Baling: Das Reich des Lebens: Martini Luthers Taten und Abenteuer in seinen jungen Jahren. Aus alten Papieren neu erzählt. Gebrüder Paetel, Berlin 1918[40]
- Wilhelm Kotzde-Kottenrodt: Die Wittenbergisch Nachtigall: eine Dichtung. J.F. Steinkopf, 1924.[41]
- Emil Uellenberg: Ich hab's gewagt! Ein Lutherroman. P. Ott, Gotha 1930[42]
- Jochen Klepper: Das ewige Haus: Die Flucht der Katharina von Bora. (1941) Deutsche Verlags-Anstalt, 1951[43]
- Hans Lorbeer: Die Rebellen von Wittenberg Band 2: Der Widerruf: ein Roman um Luthers Wandlung. Mitteldeutscher Verlag, 1956[44]
- Detlef Opitz: Klio, ein Wirbel um L. Roman. Steidl, Göttingen 1996, [[:de:Spezial:ISBN-Suche/3882433884|ISBN 3-88243-388-4]][45]
- Waldtraut Lewin: Feuer. Der Luther-Roman. Gütersloher Verlagshaus, Gütersloh 2014, [[:de:Spezial:ISBN-Suche/9783579065878|ISBN 978-3-579-06587-8]].
- Matthias Eckoldt, Tatjana Rese: Freies Geleit für Martin Luther. Kriminalroman. Hamburg 2017, [[:de:Spezial:ISBN-Suche/9783862824854|ISBN 978-3-86282-485-4]].
- Michael Landgraf (Theologe): Der Protestant. Roman. Wellhöfer Verlag, Mannheim 2016, [[:de:Spezial:ISBN-Suche/9783954281930|ISBN 978-3-95428-193-0]].
- Wolfgang Vater: Luther und der stumme Himmel. Roman. Wellhöfer Verlag, Mannheim 2016, [[:de:Spezial:ISBN-Suche/9783954282180|ISBN 978-3-95428-218-0]].
- Feridun Zaimoglu: Evangelio. Roman. Kiepenheuer & Witsch, Köln 2017, [[:de:Spezial:ISBN-Suche/9783462050103|ISBN 978-3-462-05010-3]].